# John Mattocks

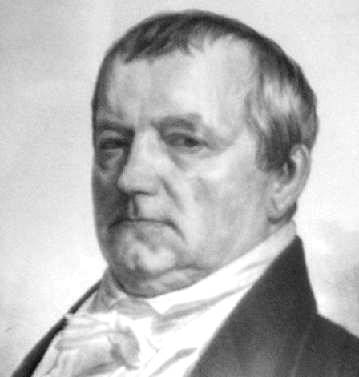
John Mattocks

John Mattocks, född 4 mars 1777 i Hartford, Connecticut, död 14 augusti 1847 i Peacham, Vermont, var en amerikansk politiker. Han var ledamot av USA:s representanthus 1821–1823, 1825–1827 och 1841–1843 samt den sextonde guvernören i Vermont 1843–1844. Han var först demokrat-republikan, sedan nationalrepublikan och till sist whig.
Mattocks studerade juridik och inledde 1797 sin karriär som advokat i Vermont. Han deltog i 1812 års krig.
För första gången blev Mattocks invald i representanthuset i kongressvalet 1820. Efter ett avbrott på två år vann han åter i kongressvalet 1824. Sedan kom ett längre avbrott, under vilket han bland annat tjänstgjorde som domare i Vermonts högsta domstol 1833–1834. Mattocks gjorde politisk comeback som whig och vann sin tredje mandatperiod i representanthuset i kongressvalet 1840. Han efterträdde 1843 Charles Paine som guvernör och efterträddes 1844 av William Slade.
Kongregationalisten Mattocks gravsattes på Peacham Cemetery i Caledonia County.